# MB49
MB49是源自成年C57BL/6小鼠的膀胱移行細胞癌細胞系，建立細胞系的過程使用了DMBA進行誘導。儘管供體小鼠是雄性，但是進行核型分析後發現MB49細胞丟失Y染色體，因此不會表達雄性特異性抗原。最近的一項研究就評估MB49細胞對睾酮及人絨毛膜促性腺激素的敏感性，發現雄性小鼠MB49腫瘤的生長明顯大於雌性小鼠，並且發現懷孕不會影響雌性小鼠MB49腫瘤生長的大小或速度。MB49細胞無法在體外響應人絨毛膜促性腺激素進行增殖，並且缺乏促性腺激素功能受體。除此之外，二氫睪酮在體外會強烈刺激MB49細胞的生長。

## 研究用途
MB49細胞是現時唯一被使用的鼠膀胱癌細胞系，因為另一個以前常用的MBT-2細胞，後來被發現已受複製的C型逆轉錄病毒的污染，而使該細胞系成為不可靠的免疫測定模型。缺失Y染色體和缺乏雄性特異性抗原的表達是膀胱癌內的常見早期事件，因此符合有關條件的MB49細胞是一個合適而有效的模型系統，目前已知其可以用作膀胱癌的體外和體內模型，並且因具有高轉移潛力而可用於進一步的膀胱癌遷移研究。MB49細胞幾乎沒有或完全沒有MHC1類分子和MHC2類分子，但是使用干擾素刺激它時，就會使其產生MHC II類抗原。

## 外部連結
- Cellosaurus entry for MB49 （页面存档备份，存于）